# Лазарева пећина
Лазарева пећина (или Злотска пећина) је најдужа пећина у Србији. Налази се у источној подгорини Кучаја. Од Злота је удаљена 3 km, од Брестовачке бање 14 km и од Бора 21 km. Улаз у пећину је на надморској висини од 291 m и налази се на левој страни Лазареве реке. Лазарева пећина је изворска и у непосредној близини улаза, у кориту Лазареве реке вода избија на површину у форми јаког крашког врела. У близини се налази велики број спелеолошких објеката који су заједно са овом пећином познати и под називом Злотске пећине. Од ових пећина Лазарева је најпознатија и туристички најраније уређена – туристичко уређење пећине отпочело је 1953. године, а туристичка стаза је дуга 800 m.
Први опис пећине је дао Феликс Каниц, а прва испитивања Лазареве пећине је извршио Феликс Хофман 1882. године. Седам година после Хофмана, спелеолошка истраживања објавио је и Јован Цвијић. Пећину је изградила подземна река која и даље пролази кроз њу. Укупна дужина испитаних канала Лазареве пећине је 16.041 m. Оправдана претпоставка спелеолога који су вршили истраживања је да је заправо подземни простор многоструко већи. Процењује се да запремина пећинских просторија износи више 52.000 m³. Испитани пећински систем састоји се од два хоризонта пећинских канала: старији суви - фосилни и млађи речни - активан.
Четири највеће и најлепше дворане су Престона дворана, Концертна дворана, Дворана слепих мишева и Дворана блокова.
Лазарева пећина проглашена је природном реткошћу и заштићена као споменик природе од 1949. године. Завод за заштиту природе Србије прогласио је 2005. године Лазареву пећину објектом геонаслеђа Србије. Лазарева пећина налази се на територији споменика природе Лазарев кањон.

## Археолошко налазиште
У Лазаревој пећини налази се и веома значајан археолошки локалитет. У њему су откривена три праисторијска културна хоризонта, из бакарног, бронзаног и гвозденог доба. Насеље с почетка бакарног доба, најстарије у пећини, припада културама Криводол–Салкуца–Бубањ и Коџадермен–Гумелница–Караново VI. Из овог доба пронађени су остаци керамичких предмета и коштаних алатки, као и предмети од бакра (игле, копче, шила, длета). Током бронзаног доба Лазарева пећина има улогу ловачке станице, пре око 4.500 година, а у гвозденом добу постаје центар металургије у раздобљу од 4. до 5. века п.н.е. Предмети нађени у пећини су званично и најстарији бакарни налази у Србији.

## Живи свет пећине
Фосилна и данас изумрла фауна Лазареве пећине представљена је остацима пећинског медведа, пећинског лава и пећинске хијене. Савремена фауна представљена је троглобионтским и троглофилним организмима. Међу троглобионтима, значајне и карактеристичне су ендемичне врсте зглавкара: Speleocyclops plutonis, Serbosoma lazarevensis, Pseudosinella problematica, Onychiurus trojan, Arrhopalites zloti. Ову пећину насељава и подврста трехина, Duvalius stankovitchi georgievitchi. Троглофилна фауна представљена је највећим делом слепим мишевима, којих је овде забележено преко 20 врста, и пселафином Bryaxis sculptifrons.